# Malthonica lenkoranica
Malthonica lenkoranica is een spinnensoort in de taxonomische indeling van de trechterspinnen (Agelenidae).
Het dier behoort tot het geslacht Malthonica. De wetenschappelijke naam van de soort werd voor het eerst geldig gepubliceerd in 2005 door Guseinov, Yuri M. Marusik & Koponen.